# Sự vặn ngược

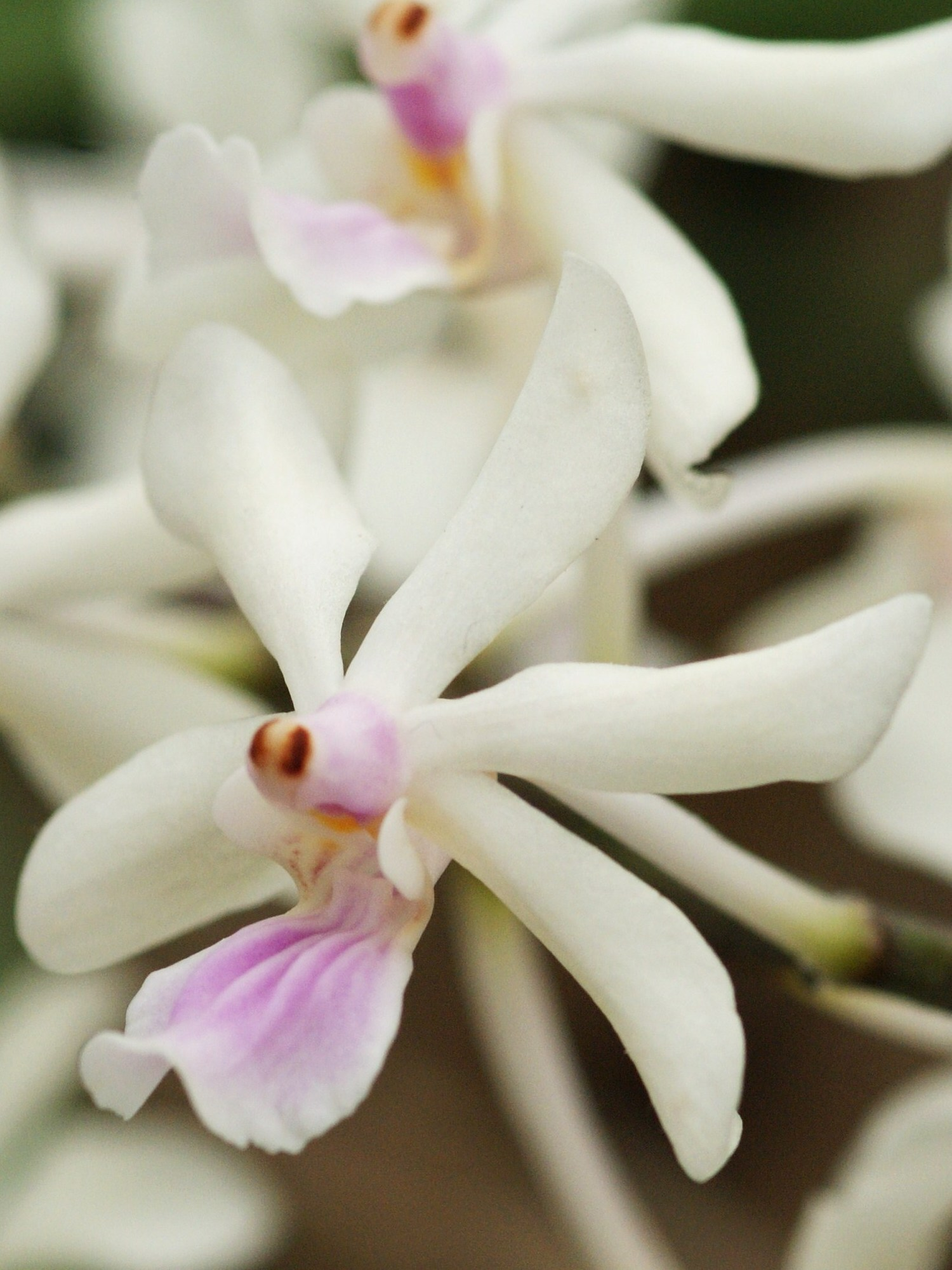
Hoa lan Holcoglossum amesianum có thể vặn ngược vỉ phấn 360° để đưa khối phấn vào đầu nhụy để tự thụ phấn

Sự vặn ngược (tiếng Anhː resupination) trong trường hợp bài viết này được sử dụng trong bối cảnh thực vật học với nghĩa tương tự trong ngôn ngữ phổ thông, "vặn ngược lại". Trong thực vật học, sự vặn ngược đề cập đến việc "xoắn" hoa hoặc lá từ 180° - 360° khi chúng mở/nở ra. Lá vặn ngược có cuống lá hoặc "thân" xoắn - hoa vặn ngược xoắn lại khi chúng nở ra.
Thuật ngữ tiếng Anh - resupination có nguồn gốc từ tiếng Latin resupinus, có nghĩa là "cúi lưng với mặt hướng lên trên" hoặc "ở (mặt) lưng". "Resupination" là danh từ của tính từ "resupine" có nghĩa là "vặn ngược, nằm ngửa hoặc hướng lên trên".

## Thuật ngữ ở thực vật

### Sự vặn ngược lá
Thực vật thuộc chi Alstroemeria và Bomarea ít nhiều có lá vặn ngược.

### Sự vặn ngược ở hoa
Sự vặn ngược ở hoa được biết đến ở họ Lan Orchidaceae, họ Thượng tiễn Gesneriaceae, họ Chuối pháo Heliconiaceae, họ Hoa môi Lamiaceae và một số họ khác. Sự vặn ngược ở hoa là đặc tính cố định của loài và là một trong những đặc điểm phân loại cũng như phản ánh tiến hóa. Ví dụ, chi Alloplectus thuộc họ Gesneriaceae được chia thành 4 nhánh với tiêu chí hình thái là sự hiện diện hay vắng mặt của hiện tượng vặn ngược. Sự vặn ngược và hướng nở hoa của các loài trong chi Heliconia (họ Heliconiaceae) ảnh hưởng đến vị trí phấn hoa và do đó ảnh hưởng đến hiệu quả thụ phấn.
Ở mỗi loài trong 03 loài của chi Eplingiella (họ Lamiaceae) là E. cuniloides, E. brightoniae và E. fruticosa xuất hiện dùng lúc 2 dạng hoa vặn ngược và không vặn ngược. Ở những bông hoa không vặn ngược, ong thụ phấn nhận phấn hoa ở mặt bụng của nó và tiếp xúc với cánh hoa ở mặt lưng của nó, trong khi ở những bông hoa vặn ngược thì ong nhận phấn hoa ở mặt lưng và tiếp xúc với cánh hoa ở phía bụng của nó. Cả hai hình thái hoa dường như đều cần thiết để đạt được sự thụ phấn chéo vì chúng đều có mặt trong các quần thể nghiên cứu và có tỷ lệ tương tự nhau, cung cấp một phương tiện mới để thúc đẩy quá trình thụ phấn chéo và giảm khả năng tự thụ phấn. Đặc điểm này ở chi Eplingiella là một dạng đa hình của hoa, thể hiện một chiến lược thụ phấn độc đáo, được gọi là lưỡng hình vặn ngược (resupinate dimorphy).
Chi Thalia (họ Dong Marantaceae) có hiện tượng "vặn ngược một phần", được nghiên cứu ở loài Thalia dealbata và Thalia geniculata. Ở cả hai loài, hoa của chúng không thể hiện sự vặn ngược theo định nghĩa đã cho. Thay vì xoay 180° như mong đợi, hoa loài T. dealbata đạt được vị trí cuối cùng bằng cách uốn cong 90° về phía sau, trong khi ở T. geniculata, sự quay ngang 90° diễn ra ngay trước khi nở hoa.
Hoa của các loài điển hình trong họ Lan Orchidaceae có ba lá đài và ba cánh hoa. Cánh hoa ở giữa, được gọi là cánh môi, thường khá khác biệt so với hai cánh còn lại. Nó thường có chức năng thu hút côn trùng thụ phấn. Khi nụ hoa lan phát triển, cánh môi bám vào trụ nhị nhụy ở phía cao hơn hai cánh hoa còn lại. Ở nhiều chi lan, khi hoa nở ra, cánh môi vặn ngược lại sao cho phần bám của cánh môi nằm dưới hai cánh hoa còn lại, ba lá đài và bộ phận sinh dục (bộ nhị, bộ nhụy) của hoa hợp nhất tạo ra trụ nhị nhụy. Hoa lan trải qua quá trình này được gọi là "lan vặn ngược" (resupinate) và những loài không trải qua qua trình này được gọi là "lan không vặn ngược" (non-resupinate).
Charles Darwin không sử dụng thuật ngữ "vặn ngược" khi nghiên cứu hoa lan, ông gợi ý rằng việc cánh môi nằm ở phần dưới của hoa sẽ hỗ trợ quá trình thụ phấn bằng cách cung cấp nơi hạ cánh cho côn trùng. Tuy nhiên, loài ong Nam Mỹ Euglossa cordata lại thụ phấn cho cả hoa lan không vặn ngược và lan vặn ngược. Các nhà khoa học rằng quá trình vặn ngược sẽ làm cho cánh môi tiếp xúc với ánh sáng mặt trời, làm nổi bật cánh môi với động vật đồng thời làm tăng nhiệt độ và giúp bay hơi mùi hương hoa.
Ba chi hoa Lan ở Úc có hoa không vặn ngược là Prasophyllum, Cryptostylis và Caleana.

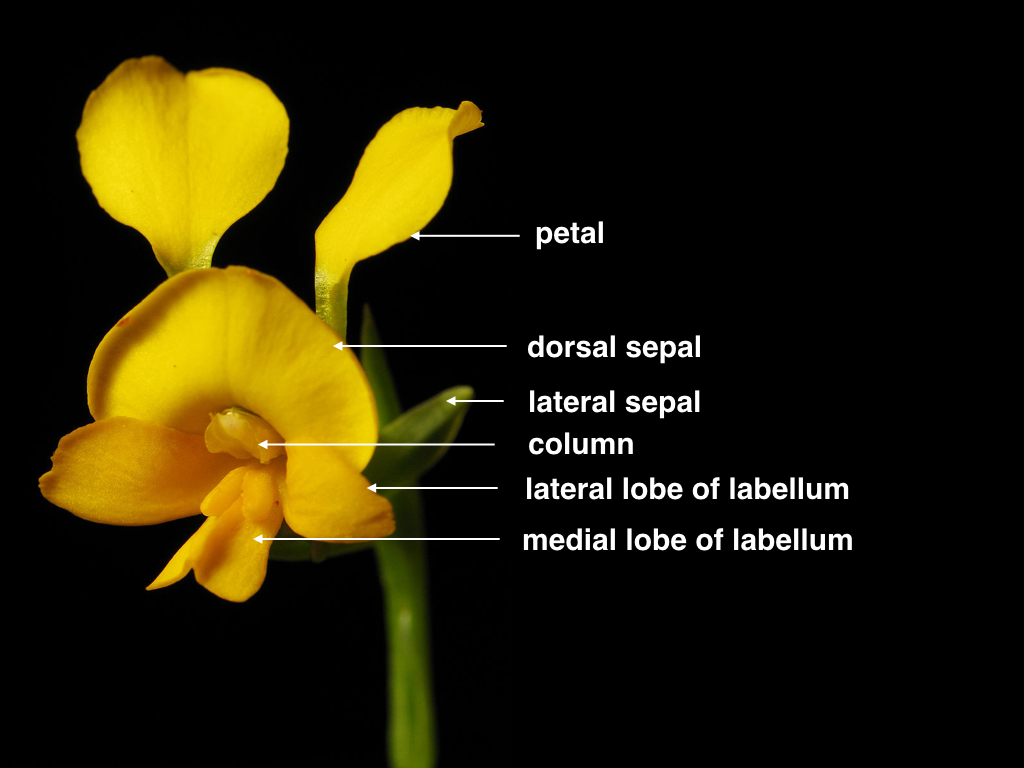
Sự vặn ngược ở hoa Diuris aequalis
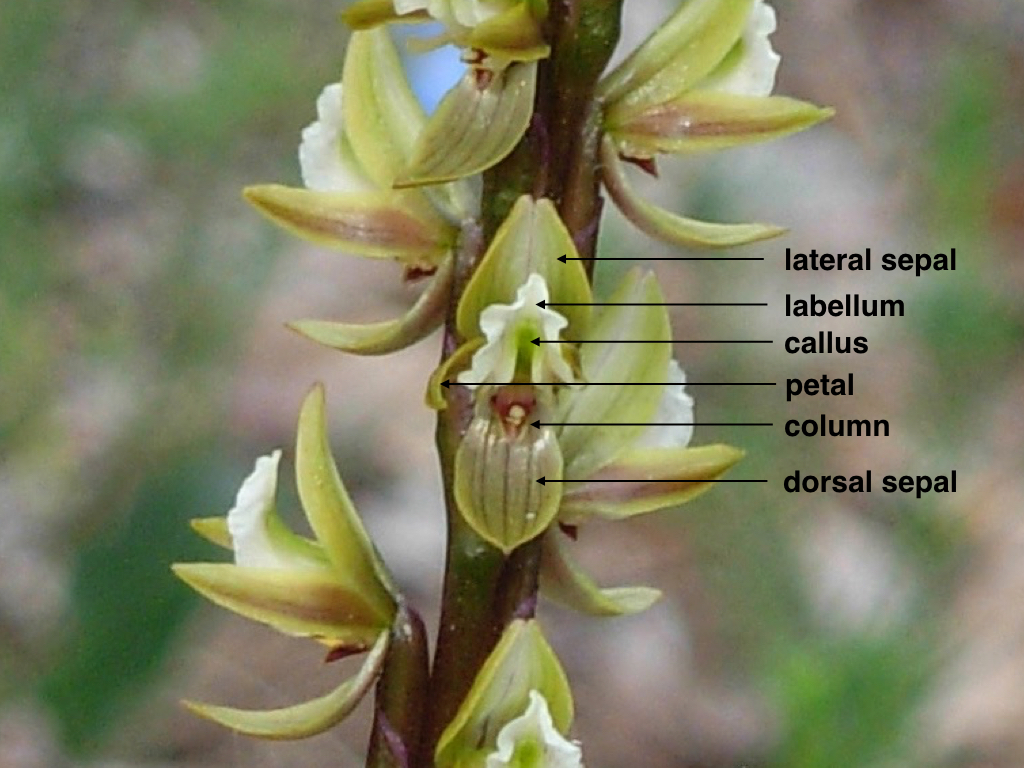
Hoa không vặn ngược ở Prasophyllum elatum
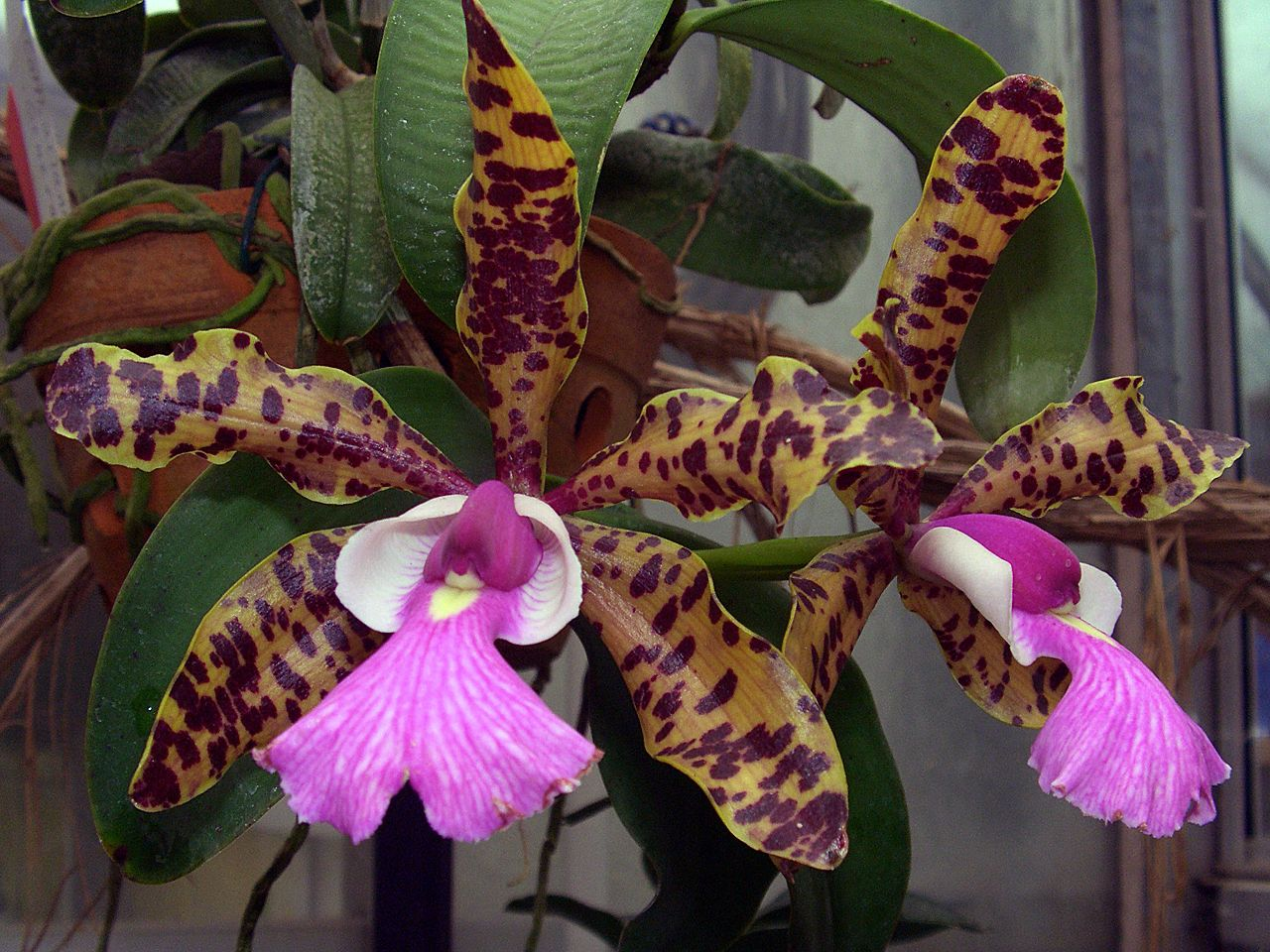
Hoa Cattleya aclandiae có vặn ngược
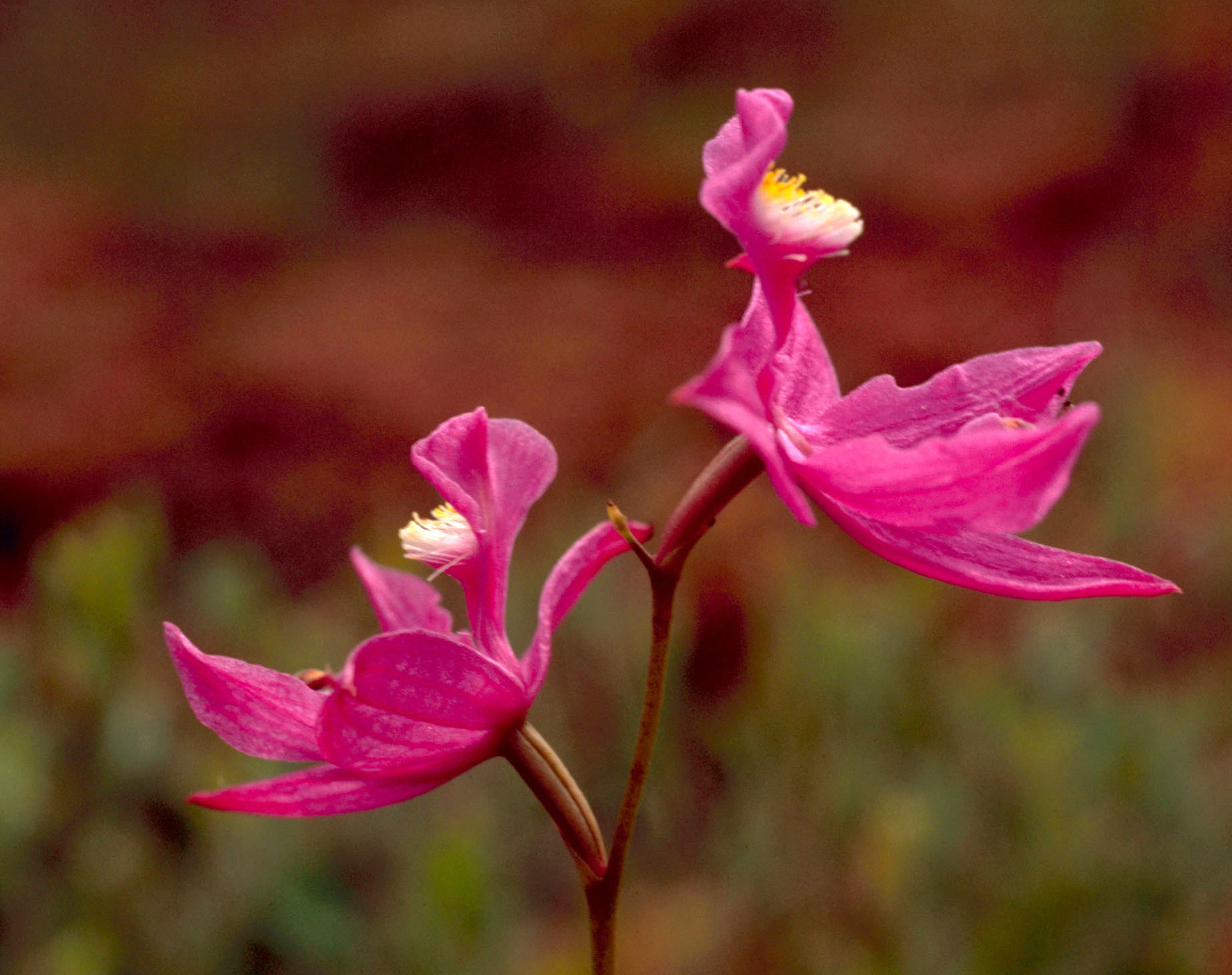
Hoa Calopogon tuberosus không vặn ngược
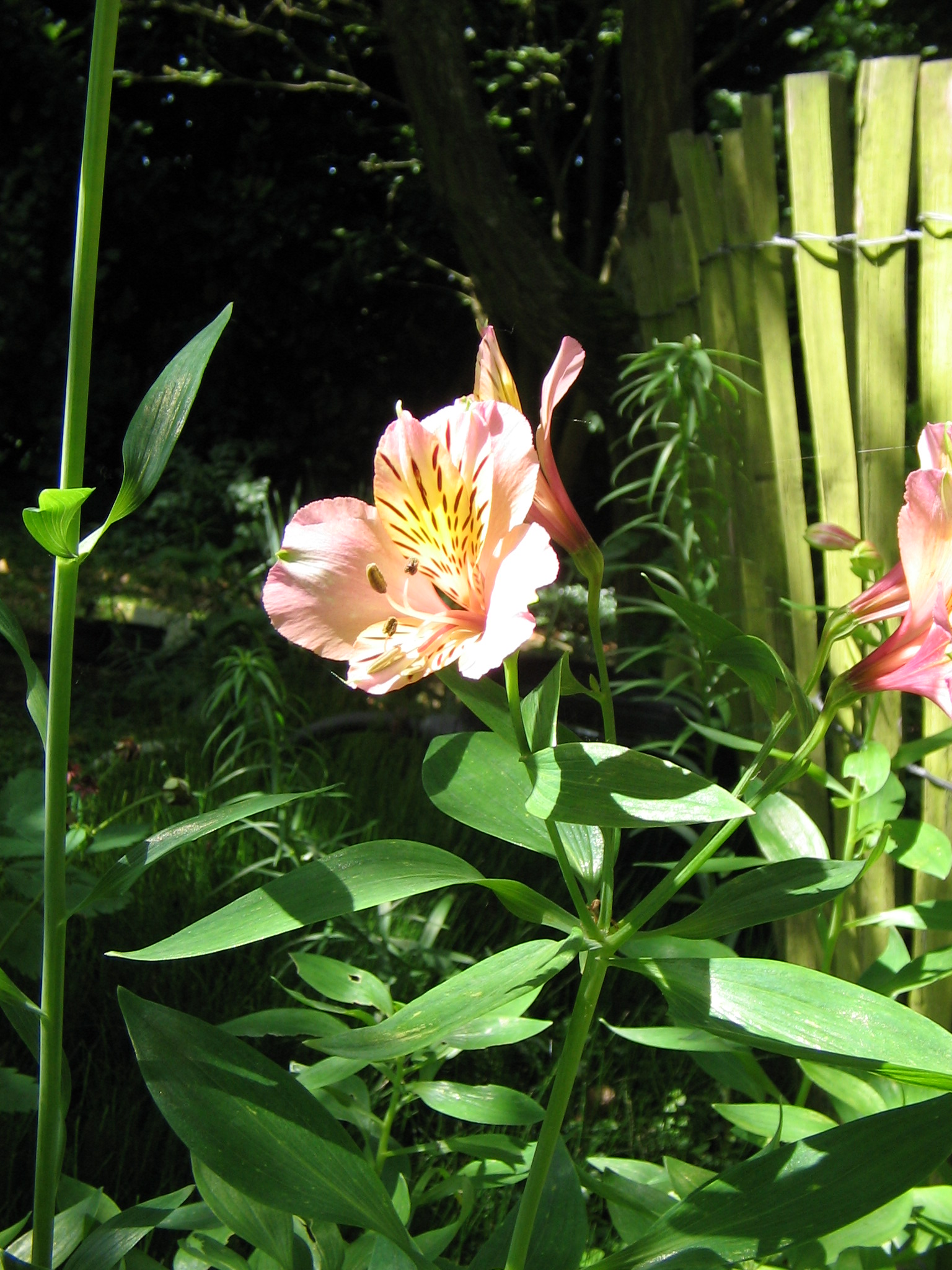
Lá vặn ngược ở chi Alstroemeria
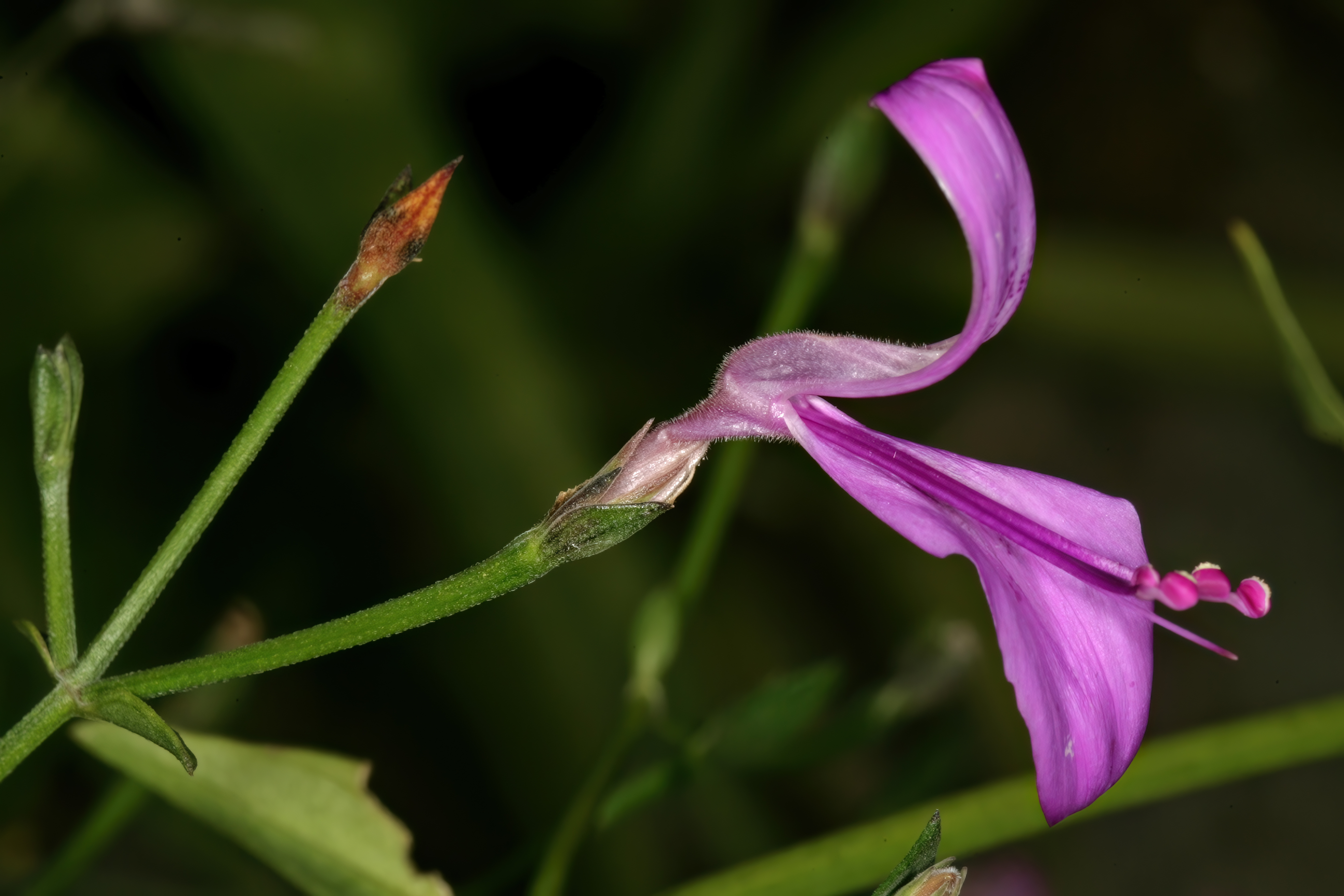
Sự vặn ngược ở hoa Dicliptera cernua; lưu ý ống tràng hoa xoắn 180°
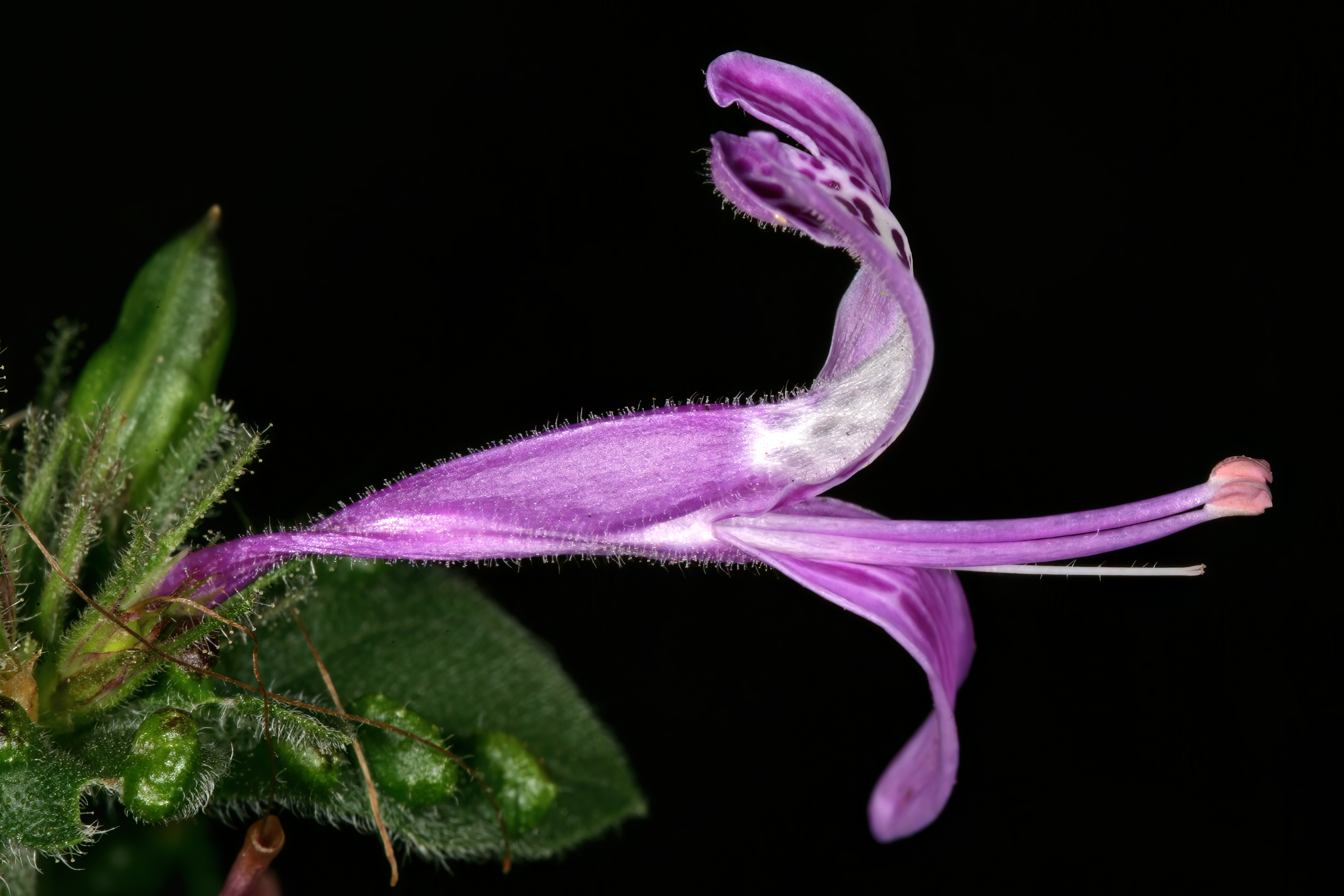
Hoa Hypoestes aristata cho thấy ống tràng hoa xoắn 180°

Hầu hết hoa họ Lan tiến hóa cao độ thích nghi với thụ phấn chéo bằng côn trùng, tuy nhiên trong các điều kiện đặc biệt cũng có trường hợp tự thụ phấn. Loài lan Holcoglossum amesianum có cơ chế tự thụ phấn đặc biệt, trong đó hoa lưỡng tính có thể xoay vỉ phấn 360° để đưa khối phấn vào đầu nhụy của chính nó - mà không cần sự trợ giúp của bất kì tác nhân thụ phấn nào khác như gió hay côn trùng. Khả năng này giúp chúng thụ phấn thành công ngay cả trong điều kiện không có gió hoặc khi côn trùng khan hiếm, là một trong nhiều cơ chế tiến hóa thích nghi khi điều kiện môi trường cản trở ngẫu phối.

## Thuật ngữ ở nấm
Ở nấm, thuật ngữ "resupinate" không phải là "vặn ngược" mà từ này mô tả quả thể nấm không có cuống nấm và mũ nấm, chỉ gồm một bề mặt trơn bóng phía trên và bào tầng phía dưới phủ lên chất nền. Một số chi Nấm như Peniophora, Stereum, Serpula, Phlebia, Antrodiella, Schizospora hay Hyphodontia có nhiều loài có quả thể như trên.

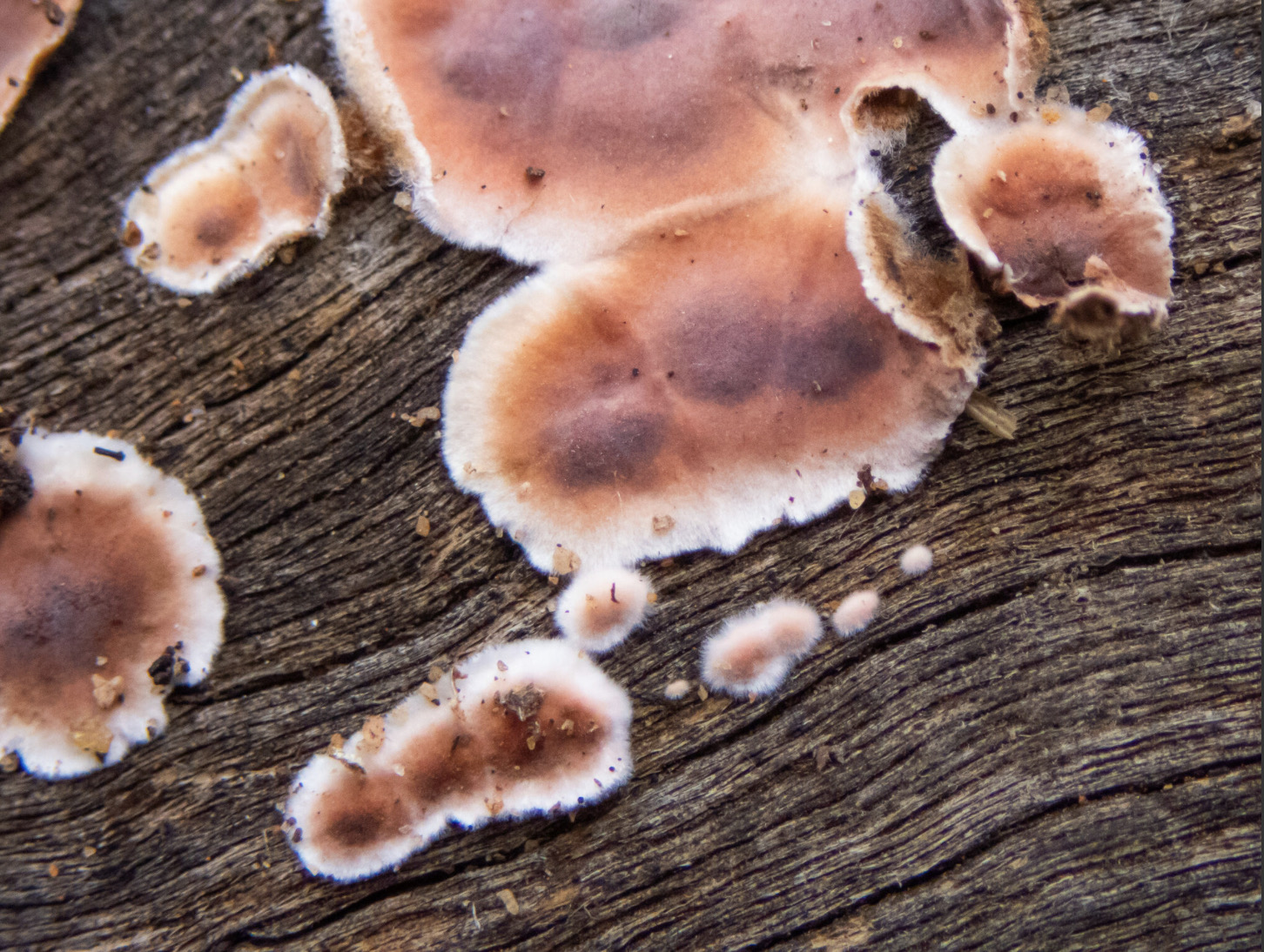
Stereum illudens
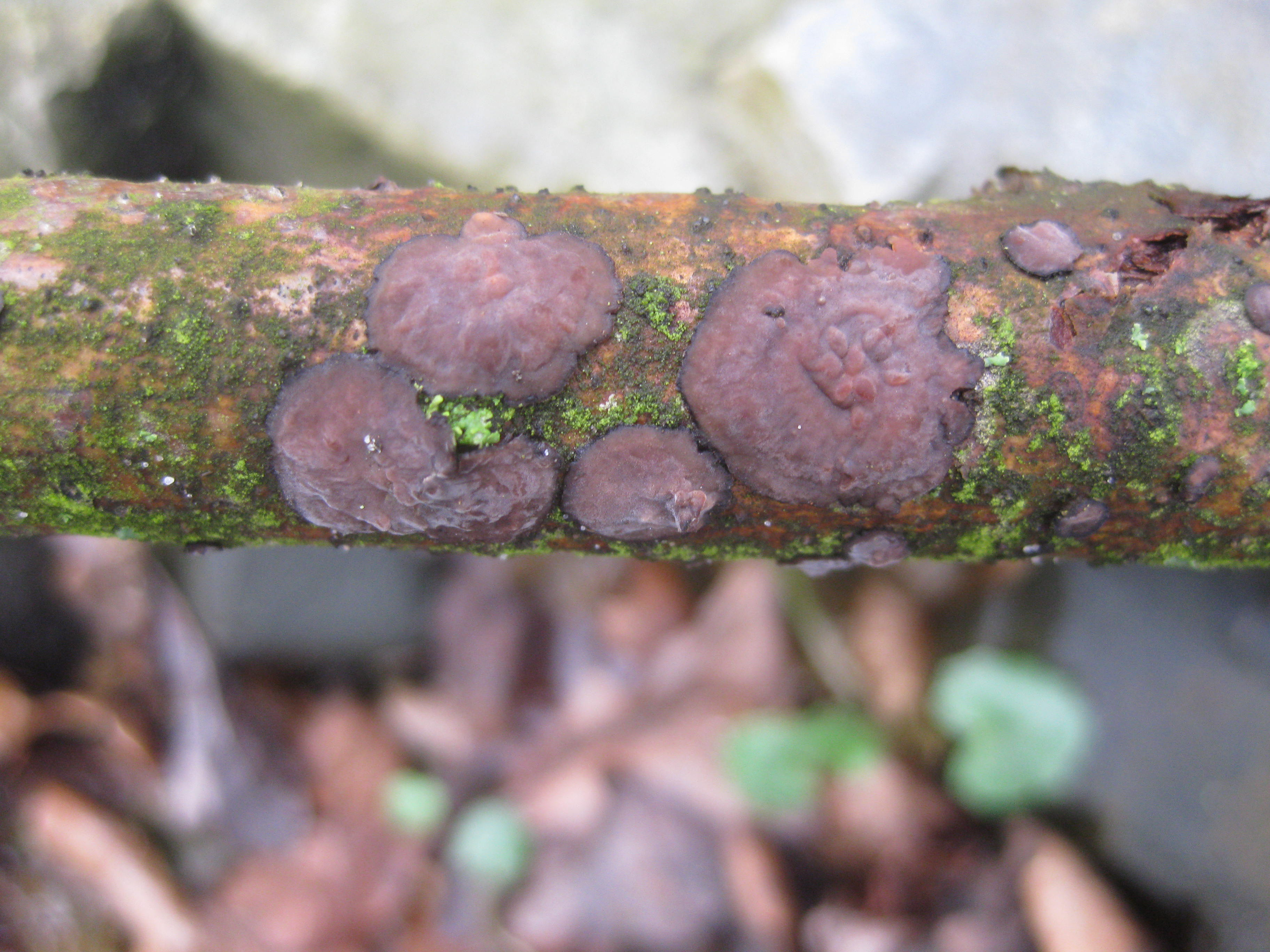
Peniophora quercina
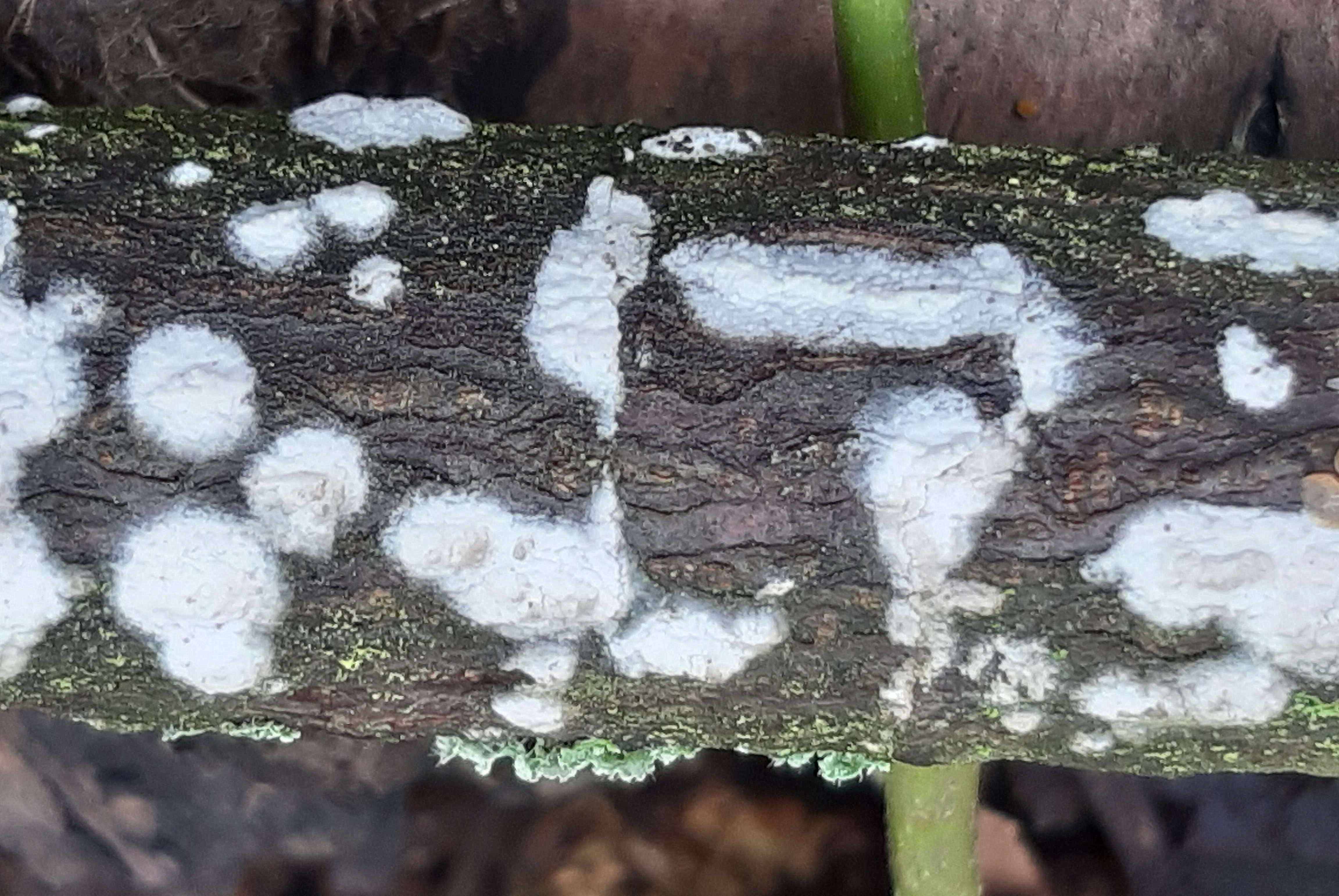
Hyphodontia sambuci
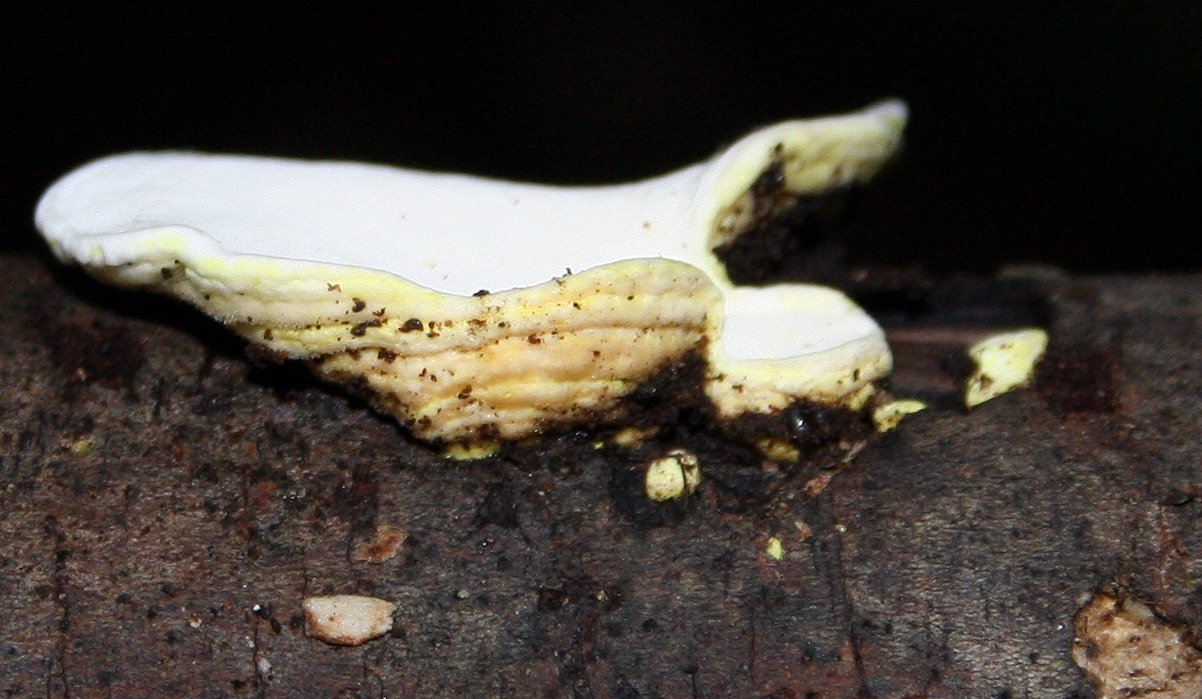
Antrodiella citrea